# Zonder titel (Jansen/Van Dam)
Op de kruising van de Geerdinkhofweg en 's-Gravendijkdreef in Amsterdam-Zuidoost staat een sculptuur zonder titel. 
Het kunstwerk bestaat uit twee schuin geplaatste naalden, die al snel in de volksmond als 'Kruisraketten' werden aangeduid.
Het werk was het resultaat van overleg tussen  buurtbewoners, Matthijs van Dam en Peter Jansen. De kunstenaars kregen het verzoek rechtstreeks van de bewoners, die een markeringspunt wilden voor genoemde kruising. Het beeld is specifiek voor die plek gemaakt, aldus Van Dam in 1991. Het materiaal is gelakt en verzinkt staal. Van Dam en Jansen vonden elkaar in de omgevingskunst. Hun gezamenlijkheid leidde tot wat Rotterdam noemt: “grote stalen abstracties met pastel- of regenboogkleuren”.  In 1991 maakte het met foto’s, schaalmodellen en proefontwerpen deel uit van een tentoonstelling en presentatie gehouden door de Artotheek zuidoost. 
Het duo heeft ook een soortgelijk beeld aan Den Haag geleverd (twee staketsels, die uit de grond komen), aan Leeuwarden (een poort gebaseerd op een möbiusring) en Rotterdam bij een metrosplitsing, toepasselijk getiteld Scheidende wegen.  De kunstobjecten zijn specifiek voor die plekken gemaakt.
In 1998 scheidden zich hun wegen abrupt, Van Dam overleed.

.